# Liste des œuvres de Marc-Antoine Charpentier
La liste des œuvres du compositeur Marc-Antoine Charpentier, classée par types d'œuvres, ainsi qu'une discographie sélective.

## Œuvres vocales sacrées

### Messes
- Messe, H.1 (? 1670) (l'initiale H. se référant au Catalogue Hitchcock).
- Messe pour les Trépassés à 8, H.2 (? 1670)
- Messe à 8 voix et 8 violons et flûtes, H.3 (? 1670)
- Messe à quatre chœurs, H.4 (? 1670)
- Messe pour le Port Royal, H.5 (? 1680)
- Messe à 4 voix, 4 violons, 2 flûtes et 2 hautbois pour Mr Mauroy, H.6 (? 1690)
- Messe des morts à quatre voix, H.7, H.7 a (? 1690)
- Messe pour le samedi de Pâques à 4 voix H.8 (? 1690)
- Messe de Minuit à 4 voix, flûtes, et violons pour Noël, H.9 (?1690)
- Messe des morts à 4 voix et symphonie, H.10 (? 1690)
- Assumpta est Maria: Missa sex vocibus cum simphonia, H.11, H.11a (1702)
- Messe pour plusieurs instruments au lieu des orgues, voir pièces instrumentales

### Autres œuvres liturgiques

#### Séquences
- Prose des morts, H.12
- Prose pour le jour de Pâques, H.13
- Prose du Saint Sacrement, H.14
- Stabat Mater pour des religieuses, H.15

#### Antiennes
- Antienne, H.16
- Autre antienne, H.17
- Salve Regina, H.18
- Ave Regina coelorum, H.19
- Sub tuum praesidium, H.20
- Alma Redemptoris mater, H.21
- Ave Regina, H.22
- Salve Regina à 3 voix pareilles, H.23
- Prélude pour Salve Regina à 3, H.23 a
- Salve Regina à 3 chœurs, H.24
- Antiphona in honorem Beatae Virginis, H.25
- Antienne, H.26
- Salve Regina des Jésuites, H.27
- Antiphona sine organo ad Virginem, H.28
- Antiphona in honorem beate Genovefae / voce sola, H.29
- Antienne, H.30
- Regina coeli voce sola cum (? flauti), H.31
- Antienne à la vierge à 2 dessus, H.32
- Regin coeli par Charpentier, H.32 a
- Troisième Regina coeli à 2 dessus, H.32 b
- 33-35 cycle d'Antiennes pour les vêpres d'un confesseur non pontife
  - Première antienne pour les vêpres d'un confesseur non pontife, H.33
  - Troisième antienne pour les vêpres d'un confesseur non pontife, H.34
  - Cinquième antienne pour les vêpres d'un confesseur non pontife, H.35
- 36-43 Salut de la veille des Ô et les sept Ô suivant le romain
  - Salut pour la veille des Ô, H.36
  - Premier Ô, H.37
  - Second Ô, H.38
  - Troisième Ô, H.39
  - Quatrième Ô, H.40
  - Cinquième Ô, H.41
  - Sixième Ô, H.42
  - Septième Ô, H.43
- 44-47 cycle d'Antiennes à la Vierge Marie pour l'année liturgique
  - Antienne à la Vierge depuis les vêpres du samedi de devant le premier dimanche de l'Avant jusqu'aux complies du jour de la Purification inclusivement / Alma Redemptoris à Quatre voix et deux violons, H.44
  - Antienne à la Vierge depuis le lendemain de la purification jusqu'aux vêpres du Jeudi saint exclusivement / Ave regina coelorum à quatre voix et deux dessus de violon, H.45
  - Antienne à la Vierge depuis les complies du samedi saint jusqu'à none inclusivement du premier samedi d'après la Pentecôte / Regina coeli à quatre voix et deux dessus de violon, H.46
  - Antienne à la Vierge depuis les vêpres de la veille de la Trinité jusqu'à none du samedi devant le premier dimanche de l'Avant/ Salve regina à quatre voix et deux violons, H.47
- Antienne à la Vierge pour toutes les saisons de l'année / Inviolata reformé, H.48 (? 1690)
- Antienne à 3 voix pareilles pour la veille des Ô H.49
- 50-52 Antienne pour les vêpres de l'Assomption de la Vierge:
  - Après Dixit Dominus, H.50
  - Pour les mêmes vêpres / Antienne après Laetatus sum, H.51
  - Antienne pour les mêmes vêpres après Lauda Jerusalem Dominum, H.52

#### Hymnes
- Jesu corona Virginum: hymne au commun des vierges à deux dessus et une flûte, H.53
- Hymne du Saint Esprit à trois voix pareilles avec symphonie et chœur si l'on veut, H.54
- 55-57 In Sanctum Nicasium Rothomagensem Archie piscopum et Martyrem
  - Hymnus ad Vesperas, H.55
  - Hymnus in eundem at matutinem, H.56
  - In eundem ad laudes, H.57
- Pange lingua, H.58
- Gaudia Virginis Mariae, H.59
- Hymne pour toutes les fêtes de la Vierge, H.60
- Pour un reposoir / Pange flingua, H.61
- Pange flingua pour des religieuses / Pour le Port Royal, H.62
- Hymne à la Vierge, H.63
- Hymne du Saint Sacrement, H.64
- Ave maris stella, H.65
- Hymne du Saint Esprit / Veni Creator, H.66
- Ave maris stella, H.67
- Pange lingua à 4 voix pour le Jeudi saint, H.68
- Veni Creator pour un dessus seul au catéchisme, H.69
- Veni Creator Spiritus pour un dessus seul pour le catéchisme, H.70
- Iste Confessor, H.71

#### Magnificat
- Magnificat, H.72
- Magnificat, H.73
- Magnificat à 8 voix et 8 instruments, H.74
- Magnificat à 3 dessus, H.75
- Canticum B.V.M. H.76
- Prélude pour le premier Magnificat à 4 voix sans instruments, H.76 a
- Magnificat, H.77
- Magnificat, H.78
- Troisième Magnificat à 4 voix avec instruments, H.79
- Magnificat, H.80
- Magnificat pour le Port Royal, H.81

#### Litanies de Lorette
- Litanies de la Vierge à 3 voix pareilles, H.82
- Litanies de la Vierge à 6 voix et deux dessus de viole, H.83
- Litanies de la Vierge à 3 voix pareilles avec instruments, H.84
- Litanies de la Vierge, H.85
- Litanies de la Vierge à deux dessus et une basse chantante, H.86
- Litanies de la vierge à 4 voix, H.87
- Litanis de la Vierge à 4 voix, H.88
- Litanies de la Vierge, H.89
- Courtes Litanies de la Vierge à 4 voix, H.90

#### Leçons de Ténèbres
- Leçon de ténèbres, H.91
- Autre leçon de ténèbres / Troisième du Mercredi saint, H.92
- Autre leçon de ténèbres / Troisième du Jeudi saint, H.93
- Autre Jerusalem pour les leçons de ténèbres à 2 voix / pour la seconde du Jeudi saint, H.94
- Troisième leçon du Vendredi Saint, H.95
- 96-110 Les neuf leçons de ténèbres
  - Première leçon du Mercredi saint, H.96
  - Seconde leçon du Mercredi saint, H.97
  - Troisième leçon de Mercredi saint, H.98
  - Lettres hébraïques de la première leçon de ténèbres du Vendredi saint, H.99
    - Première lettre, H.99 a
    - Seconde lettre, H.99 b
    - Troisième lettre, H.99 c

  - Ritornelles pour la première leçon de ténèbres du Vendredi saint, H.100
  - Prélude devant De lamentatione pour le Jeudi et le Vendredi saint, H.100 a
  - Misericordiae Domini tacet / Ritornelle après miserationes jus, H.100 b
  - Les violes / Novi dilucolo tacet / Ritornelle après fides tua, H.100 c
  - Prélude pour la première leçon de ténèbres du Mercredi saint, H.101
  - Première leçon de ténèbres du Jeudi saint, H.102
  - Seconde leçon du Jeudi Saint, H.103
  - Troisième leçon du Jeudi saint, H.104
  - Première leçon du Vendredi saint, H.105
  - Seconde leçon du Vendredi saint, H.106
  - Seconde leçon du Jeudi saint à voix seule, H.107
  - Troisième leçon du Mercredi à trois parties, H.108
  - Troisième leçon du Jeudi saint à 3 voix, H.109
  - Troisième leçon du Vendredi saint, H.110
- 111-119 Les neuf répons de chaque jour / Les neuf répons du Mercredi saint
  - Premier répons après la première leçon du premier nocturne, H.111
  - Second répons après le seconde leçon du premier nocturne, H.112
  - Troisième répons après la troisième leçon du premier nocturne, H.113
  - Quatrième répons après la première leçon du second nocturne, H.114
  - Cinquième répons après la seconde leçon du second nocturne, H.115
  - Sixième répons après la troisième leçon du second nocturne, H.116
  - Septième répons après la première leçon du troisième nocturne, H.117
  - Huitième répons après la seconde leçon du troisième nocturne, H.118
  - Neuvième répons après la troisième leçon du troisième nocturne du Mercredi saint, H.119
- 120 -122 Leçons de ténèbres
  - Première leçon de ténèbres du Mercredi saint pour une basse, H.120
  - Première leçon de ténèbres du Jeudi saint pour une basse, H.121
  - Première leçon de ténèbres du Vendredi saint pour une basse, H.122
- 123-125 Leçons de ténèbres
  - Troisième leçon de ténèbres du Mercredi saint pour une basse taille avec 2 flûtes et deux violons, H.123
  - Troisième leçon de ténèbres du Jeudi saint pour une basse taille avec 2 flûtes et 2 violons, H.124
  - Troisième leçon de ténèbres du Vendredi saint pour une basse taille avec 2 flûtes et deux violons, H.125
- 126 - 134 Les 9 Répons
  - Second répons après la seconde leçon du premier nocturne du Mercredi saint, H.126
  - Premier répons après la première leçon du second nocturne du Jeudi saint, H.127
  - Second répons après la seconde leçon du premier nocturne du Jeudi saint, H.128
  - Second répons après la seconde leçon du second nocturne du Jeudi Saint, H.129
  - Second répons après la seconde leçon du premier nocturne de Vendredi saint, H.130
  - Troisième répons après la troisième leçon du second nocturne du Vendredi saint, H.131
  - Troisième répons après la troisième leçon du second nocturne du Mercredi saint, H.132
  - Premier répons après la première leçon du second nocturne du Jeudi saint, H.133
  - Second répons après la seconde leçon du second nocturne du Vendredi saint, H.134
- 135-137 Leçons de ténèbres
  - Troisième leçon de ténèbres du Mercredi saint, H.135
  - Troisième leçon de ténèbres du Jeudi saint, H.136
  - Troisième leçon de ténèbres du Vendredi saint, H.137
- 138-140 Leçons de ténèbres
  - Seconde leçon de ténèbres du Mercredi saint, H.138
  - Seconde leçon de ténèbres du Jeudi saint, H.139
  - Seconde leçon de ténèbres du Vendredi saint, H.140
- 141-143 Leçons de ténèbres
  - Troisième leçon de ténèbres du Mercredi saint pour une basse, H.141
  - Troisième leçon de ténèbres du Jeudi saint pour une basse, H.142
  - Troisième leçon de ténèbres du Vendredi saint pour une basse, H.143
- Répons après la première leçon de ténèbres du Jeudi saint pour une haute taille et 2 flûtes, H.144

#### Te Deum
Les huit premières mesures du prélude ont servi au générique de l'Eurovision, mais aussi d'indicatif aux États-Unis à une émission télévisée Masterpiece Theatre.
- Te Deum à 8 voix avec flûtes et violons, H.145 (1670)
- Te Deum, H.146 (1690)
- Te Deum à 4 voix, H.147 (1690)
- Te Deum à 4 voix, H.148 (1698-99)

### Psaumes
- Psaume 112, H.149
- Paume 126, H.150
- Confitebor à 4 voix et 2 violons, H.151
- Psaume 116, H.152
- Psaume 109, H.153
- Psaume 111, H.154
- Psaume 131, H.155
- De profundis, H.156
- Miserere à 2 dessus, 2 flûtes, et basse continue, H.157
- Psalmus David 147, H.158
- Psaume 116, H.159
- Psalmus 2 us 6 us supra centisium à 4 voix, H.160
- Prélude pour Nisi Dominus à 4 voix sans instruments, H.160 a
- Psalmus David vigesimus primus post centesimum, H.161
- Exaudiat à 8 voix, flûtes et violons, H.162
- Psalmus David VIII, H.163
- Prière pour le Roi, H.164
- Precacio pro Rege, H.165
- Precacio pro Filio Regis, H.166
- Quam dilecta: Psalmus David octogésimus tertius, H.167
- Psalmus David 5 us (recte 2 us) in tempore belli pro Rege, H.168
- Prélude pour quatre fremuerunt ventes à 8 voix, H.168 a
- Psalmus David 125 us, H.169
- Psalmus David centesimus trigesimus sextus: Super flumina Babylonis, H.170
- Super flumina / Psalmus 136 octo vocibus cum instrumentis, H.171
- Prélude pour Super flumina, H.171 a
- Psalmus 3 us, H.172
- Miserere à deux voix, une haute-contre et basse continue, H.173
- Psaume 41, H.174
- Psaume 1, H.175
- Psaume 97, H.176
- Psaume 148, H.177
- Psalmus Davidis centisemus vigesimus septimus, H.178
- Psalmus David septuagesimus quintus, H.179
- Exaudiat pour le Roi à 4, H.180
- Premier prélude pour l'Exaudiat à 4 voix sans instruments D la re sol à 2 violons, H.180 a
- Second prélude à 4 violons pour le même Exaudiat, H.180 b
- Psalmus David octogesimus quartus, H.181
- Psalmus David centesimus sexdecimus sine organo, H.182
- Psalmus David 107, H.183
- Psalmus David, 5 tus (recte 2 dus), H.184
- Psalmus David nonagesimus primus, H.185
- Psalmus David octogesimus tertius, H.186
- Psalmus 86, H.187
- Psalmus 62, H.188
- De profundis, H.189
- Psalmus 109 us: Dixit Dominus à 8 vocibus et todidem instrumentis, H.190
- Psalmus 147, H.191
- Psaume 46, H.192
- Psalmus David 50 mus / Miserere des Jésuites, H.193
- Prélude pour le Miserere à 6 voix et instruments, H.193 a
- Psalmus David nonagesimus 9 nus, H.194
- Bonum est confiteri Domino / Psalmus David 91 us, H.195
- Psalmus David 12 us, H.196
- Psalmus David 109 us, H.197
- Prélude pour le premier Dixit Dominus en petit en G re sol bémol, H.197 a
- Psalmus David 4 us, H.198
- Psalmus David Centesimus Undecimus, H.199
- Prélude pour le premier Beatus vir à 4 voix, H.199 a
- Psaume 110 e: Confitebor, H.200
- Prélude pour le premier Confitebor à 4 voix sans instruments, H.200 a
- Psalmus David 34 us, H.201
- Dixit Dominus: Psalmus David 109 us, H.202
- Dixit Dominus: Psalmus David 109 / Prélude, H.202 a
- Psalmus supra centesimum duodecimus, H.203
- Prélude pour Laudate pueri Dominum à 4 voix sans instruments en G re sol naturel, H.203 a
- Psaume 109, H.204
- Gloria Patri pour le De profundis en C sol ut bémol à quatre voix, 4 violons et flûtes, H.205
- Psalmus David 5 tus post septuagesimum, H.206
- Psalmus Davidis post octogesimum septimus, H.207
- Psalmus undecimus Davidis post centesimum: Beatus vir qui timet Dominum 4 vocibus cum symphonia, H.208
- Palmus David 115 us, H.209
- Prélude pour Credidi à 4 voix sans instruments en sol ut, H.209 a
- Lauda Jerusalem: Psalmus David 147 us, H.210
- Psalmus Davidis vigesimus nonus super centesimum / De profundis à quatre voix, H.211
- Psalmus David 120 us quatuor vocibus, H.212
- De profundis, H.213
- De profundis, H.213 a
- Psalmus Davidis decimus sextus post centesimum, H.214
- Psalmus David 67 us, H.215
- Psalmus Davidis CXXI us, H.216
- Psalmus 123 us, H.217
- Psalmus David 45 us, H.218
- Miserere Psalmus 50 à 4 voix et 4 instruments, H.219
- Psalmus David 110 us à 4 voix, H.220
- Psalmus David 111 à 4 voix, H.221
- Court De profundis à 4 voix, H.222
- Laudate Dominum omnes gentes octo vocibus et totidem instrumentis, H.223
- Beatus vir qui timet Dominum 8 vocibus et totidem instrumentis, H.224
- Confitebor à 4 voix et instruments, H.225
- Dixit Dominus pour le Port Royal, H.226
- Laudate Dominum omnes gentes pour le Port Royal, H.227
- Psalmus David LXX: 3e Psaume (sic) du 1er nocturne du Mercredi saint, H.228
- Psalmus David 26 tus: 3e Psaume (sic) du 1er nocturne du Jeudi saint, H.229
- Psalmus David 15 us: 3e Psaume (sic) du 1er nocturne du Vendredi saint, H.230
- Psaume 126, H.231
- De profundis, H.232

### Motets

#### Elévation
- Elévation, H.233 (? 1670)
- Elévation, H.234 (? 1670)
- O sacrum convivium à 3 dessus: Elevatio, H.235 (? 1670)
- Elévation, H.236 (? 1670)
- Elévation pour la paix, H.237 (?1670)
- Prélude en A pour O Bone Jesu à 3 voix pareilles pour la paix, H.237 a
- Elévation, H.238 (? 1670)
- O sacrum à trois, H.239
- O sacrum convivium de Charpentier pars, H.239 a (1670)
- O sacrum pour trois religieuses, H.240
- Elévatio, H.241
- Ecce panis voce sola / Elévation, H.242
- Panis angelicus voce sola / Elévation, H.243
- Elévation à 2 dessus et une basse chantante, H.244
- Elévation, H.245
- Elévation, H.246
- Elévation, H.247
- Elévation, H.248
- Elévation, H.249
- Elévatio, H.250
- Elévation à 5 dessus sans violon, H.251
- Elévation, H.252
- O amor: Elévation à 2 dessus et une basse chantante ou pour une haute contre, taille et basse chantante en le transposant un ton plus haut, H.253
- Prélude pour O amor à 3 violons, H.253 a
- Elévation, H.254
- Elévation, H.255
- Elévation à 3 dessus, H.256
- Elevatio, H.257
- Elevatio, H.258
- Elévation, H.259
- Elevatio. H.260
- O salutaris à 3 dessus, H.261
- O salutaire, H.262
- Elévation, H.263
- Elévation au Saint Sacrement, H.264
- Elévation à 3 voix pareilles, H.264 a
- Elévation, H.265
- Elévation, H.266
- Elévation, H.267
- Elévation à voix seule pour une taille, H.268
- A l'elévation de la sainte hostie, H.269
- Pour le Saint Sacrement à 3 voix pareilles, H.270
- Pour le Saint Sacrement à 3 voix pareilles, H.271
- Elévation à 2 dessus et une basse, H.272
- Elévation, H.273
- Elévation, H.274
- Elévation, H.275
- Elévation, H.276
- Elévation, H.277
- Motet du Saint Sacrement à 4 / Charpentier, H.278
- Motet à voix seule pour une Elévation, H.279
- Motet du Saint Sacrement, H.280

#### Domine salvum
- Domine salvum, H.281
- Domine salvum, H.282
- ...Domine salvum de la messe à 8, H.283
- Domine salvum à 3 voix pareilles avec orgue, H.284
- Domine salvum, H.285
- Domine Salvum, H.286
- Domine salvum, H.287
- Domine salvum pour trois religieuses, H.288
- Domine salvum, H.289
- Domine salvum sine organo en C sol ut, H.290
- Domine salvum, H.291
- Domine salvum, H.292
- Domine salvum, H.293
- Domine salvum, H.294
- Domine salvum, H.295
- Domine salvum, H.296
- Domine salvum pour un haut et un bas dessus, H.297
- Domine salvum, H.298
- Domine salvum, H.299
- Domine salvum à 3 dessus, H.300
- Domine salvum à 3 voix pareilles, H.301
- Domine salvum à 3 voix pareilles, H.302
- Domine salvum, H.303
- Domine salvum, H.304
- Motet, H.305

#### Motets de circonstance
- Pour St Bernard, H.306
- Pour St Augustin, H.307
- Pour Pâques, H.308
- Nativité de la Vierge, H.309
- St François, H.310
- Motet pour les trépassés à 8 / Plainte des âmes du purgatoire, H.311
- O filii à 3 voix pareilles, H.312
- Pour la conception de la Vierge, H.313
- In nativitatem Domini canticum, H.314
- Pour Ste Anne, H.315
- In circumcisione Domini, H.316
- Pour le jour de Ste Geneviève, H.317
- In festo purificationis, H.318
- Motet pour la Trinité, H.319
- Motet de St Louis, H.320
- Motet de St Laurent, H.321
- Motet de la Vierge pour toutes ses fêtes, H.322
- In honorem santi Ludovici Regis Galliae canticum tribus vocibus cum symphonia, H.323
- In nomine Jesu, H.324
- Canticum Annae, H.325
- Graciarum actiones ex sacris codicibus excerptae pro restituta serenissimi Galliarum Delphini salute, H.326
- Motet pour toutes les fêtes de la Vierge, H.327
- Supplicacio pro defunctis ad beatam Virginem, H.328
- Pour un reposoir, H.329
- Gaudia beatae Virginis Mariae, H.330
- Luctus de morte augustissimae Mariae Theresiae reginae Galliae, H.331
- In honorem Sancti Ludovici regis Galliae, H.332
- Pro omnibus festis B.V.M. H.333
- Motet pour la Vierge, H.334
- 335-338 Quatuor Anni Tempestates
  - Ver, H.335
  - Aestas, H.336
  - Prélude pour l'été 3 flûtes, H.336 a
  - Autumnus, H.337
  - Hyems, H.338
- Chant joyeux de Pâques, H.339
- Ad beatam Virginem canticum, H.340
- Gratiarum actiones pro restituta Regis christianissimi sanitate anno 1686, H.341
- Ste Thérèse, H.342
- Magdalena lugens voce sola cum symphonia, H.343
- Magdalena Lugens, H.343 a
- In festo corporis Christi canticum, H.344
- Canticum Zachariae, H.345
- Pour le Saint Sacrement au reposoir, H.346
- In honorem Sti Benediti, H.347
- Motet du Saint Sacrement pour un reposoir, H.348
- 349-350 Pour la Passion de Notre Seigneur
  - Première pause, H.349
  - Seconde pause, H.350
- Pour le jour de la Passion de Notre Seigneur, H.351
- Second motet pour le catéchisme à la pause du milieu / à la Vierge, H.352
- In Assumptione Beatae Mariae Virginis, H.353
- Motet pour St François de Borgia, H.354
- In honorem Sancti Xaverij canticum, H.355
- Canticum de Sto Xaverio, H.355 a
- O filii pour les voix, violons, flûtes et orgue, H.356
- In purificationem B. V. M canticum, H.357
- In festo corporis Christi canticum, H.358
- Motet pour la Vierge à 2 voix, H.359
- Pour la Vierge, H.360
- Pour plusieurs martyrs / motet à voix seule sans accompagnement, H.361
- Pour le Saint Esprit, H.362
- Motet pendant la guerre, H.363
- Pour le Saint Esprit, H.364
- Pour Le Saint Esprit, H.364 a
- In honorem Sancti Ludovici regis Galliae canticum, H.365
- In honorem Sancti Ludovici regis Galliae canticum, H.365 a
- Pour le Saint Esprit, H.366
- La prière à la vierge du père Bernard, H.367
- Motet de St Joseph, H.368
- Pro virginie non martyre, H.369
- Pour le catéchisme, H.370
- A la Vierge à 4 voix pareilles, H.371
- Pour la seconde fois que le Saint Sacrement vient au même reposoir, H.372
- Pour Marie Madeleine, H.373
- Pour Ste Thérèse, H.374
- Pour un confesseur non pontife, H.375
- Pour un confesseur, H.376
- Pour tous les saints, H.377
- Pour le Carême, H.378
- Pour plusieurs fêtes, H.379
- 380-389 Méditations pour le Carême
  - Première méditation, H.380
  - Deuxième méditation, H.381
  - Troisième méditation, H.382
  - Quatrième méditation, H.383
  - Cinquième méditation, H.384
  - Sixième méditation, H.385
  - Septième méditation, H.386
  - Huitième méditation, H.387
  - Neuvième méditation: Magdalena lugens, H.388
  - Dixième méditation, H.389
- Motet de la Vierge à 4, H.390

#### Oratorios
- Judith sive Bethulia liberata, H.391 (1675)
- Canticum pro pace, H.392 (1675 - 76)
- Canticum in nativitatem, H.393 (1675 - 76)
- In honorem Caelia, Valeriani et Tiburtij canticum, H.394 (1676)
- Pour la fête de l'Epiphanie, H.395 (1677)
- Historia Esther, H.396 (1677)
- Caecilia virgo et martyr octo vocibus, H.397 (1683 - 85)
- Pestis Mediolanensis, H.398 (1679)
- Prélude pour Horrenda pestis, H.398 a (1680 - 83)
- Filius prodigus, H.399 (1680)
- Prélude pour l'Enfant prodigue, H.399 a (1680 - 83)
- Canticum in honorem Beatae Virginis Mariae inter homines et angelos... H.400 (1680)
- Extremum Dei judicium, H.401 (Jugement dernier) (1680)
- Sacrificium Abrahae, H.402 (1681- 83 - 92)
- Symphonies ajustées au sacrifice d'Abraham, H.402 a (1680 - 83)
- Mors Saülis et Jonathae, H.403 (1681 - 82)
- Josue, H.404 (1681 - 82)
- Prélude, H.404 a (fin 1680 - 83)
- In resurrectione Domini Nostri Jesu Christi, H.405 (1682)
- In circumcisione Domini / Dialogus inter angelum et pastores, H.406 (fin 1683)
- Dialogus inter esurientem et Christum, H.407 (1682-83)
- Elévation, H.408 (fin 1683)
- In obitum augustissimae nec non piissimae Gallorum regina lamentum, H.409 (fin 1683)
- Praelium Michaelis Archangeli factum in coelo cum dracone, H.410 (fin 1683)
- Caedes sanctorum innocentium, H.411 (1683-84)
- Nuptiae sacrae, H.412 (1684)
- Caecilia virgo et martyr, H.413 (1684)
- In nativitatem Domini Nostri Jesu Christi canticum, H.414 (1684)
- Caecilia virgo et martyr, H.415 (1685)
- Prologue de la Ste Cécile, H.415 a (1686)
- In nativitatem Domini canticum, H.416 (1690)
- Dialogus inter Christum et homines, H.417 (1692)
- In honorem Sancti Ludovici regis Galliae, H.418 (1692 - 93)
- Pour St Augustin mourant, H.419 (1687)
- Dialogus inter angelos et pastores Judeae, H.420 (1687)
- In nativitatem Domini Nostri Jesu Christi canticum, H.421 (1698)
- Judicium Salomonis, H.422 (1702)
- Dialogus inter Magdalena et Jesum 2 vocibus Canto et Alto cum organo, H.423 (?)
- Le Reniement de St Pierre, H.424 (?)
- Dialogus inter Christum et peccatores, H.425 (?)
- Prélude pour Mementote peccatores, H.425 a (1685 - 86)

#### Divers
- (Sans titre), H.426
- Pie Jesu, H.427
- (Sans titre), H.428, H.429, H.430
- Gratitudinis erga Deum canticum, H.431
- Offertoire pour le sacre d'un évêque à 4 parties de voix et d'instruments, H.432
- Domine non secundum pour une basse taille avec 2 violons, H.433
- Motet pour une longue offrande / Motet pour l'offertoire de la Messe Rouge, H.434
- (Sans titre), H.435, H.436, H.437, H.438
- Bone Pastor, H.439

## Œuvres vocales profanes

### Airs sérieux et à boire
- "A ta haute valeur", H.440
- "Ah! laissez moi rêver", H.441
- "Ah! qu'ils sont courts les beaux jours", H.442
- "Ah! qu'on est malheureux d'avoir eu des désirs", H.443
- "Au bord d'une fontaine", H.443 bis
- "Allons sous ce vert feuillage", H.444
- "Amour vous avez beau redoubler mes alarmes", H.445
- "Auprès du feu l'on fait l'amour", H.446
- "Ayant bu du vin clairet", H.447
- "Beaux petits yeux d'écarlate", H.448
- "Brillantes fleurs naissez", H.449 (Jean de La Fontaine)
- "Feuillages verts naissez", H.449 a
- "Charmantes fleurs naissez", H.449 b
- "Printemps, vous renaissez", H.449 c
- "Aimables fleurs naissez", H.449 d
- "Climène sur ses bords", H.449 e
- "Celle qui fait tout mon tourment", H.450
- "Consolez vous, chers enfants de Bacchus", H.451
- "En vain rivaux assidus", H.452
- "Faites trêve à vos chansonnettes", H.453
- "Fenchon, la gentille Fenchon", H.454
- "Il faut aimer, c'est un mal nécessaire", H.454 bis
- "Non, non je ne l'aime plus", H.455
- "Oiseaux de ces bocages", H.456
- 457-459 Airs sur les stances du Cid, (Pierre Corneille)
  - "Percé jusques au fond du cœur", H.457
  - "Père, maitresse, honneur, amour", H.458
  - "Que je sens de rudes combats", H.459
- "Que Louis par sa vaillance", H.459 bis
- "Qu'il est doux, charmante Climène", H.460
- "Deux beaux yeux un teint de jaunisse", H.460 a
- "Le beau jour dit une bergère", H.460 b
- "Un flambeau, Jeannette, Isabelle", H.460 c (Emile Blamont)
- "Quoi je ne verrai plus", H.461
- "Quoi rien ne peut vous arrêter ?", H.462
- "Rendez moi mes plaisirs", H.463
- "Rentrez, trop indiscrets soupirs", H.464
- "Retirons nous, fuyons", H.465
- "Ruisseau qui nourrit dans ce bois", H.466
- "Sans frayeur dans ce bois", H.467
- "Tout renait, tout fleurit", H.468
- "Tristes déserts, sombre retraite", H.469
- "Veux tu, compère Grégoire", H.470
- "Si Claudine ma voisine", H.499 b
- Airs italiens et français, (perdu)

### Cantates
- Orphée descendant aux enfers, H.471
- Serenata a tre voci e sinfonia, H.472
- Epithalamio in lode dell'Altezza serenissima Elettorale di Massimiliano Emanuel Duca di Baviera concerto a cinque voci con stromenti, H.473
- Epitaphium Carpentarii, H.474
- Beate mie pene / Duo à doi canti del Signor Charpentier, H.475
- "Superbo amore", H.476
- "Il mondo cosi va", H.477
- Cantate française de M. Charpentier, H.478
- Le Roi d'Assyrie mourant, (perdu)

## Œuvres de théâtre

### Pastorales, divertissements et opéras
- Petite pastorale, H.479 (= Jugement de Pan)
- Les Amours d'Acis et de Galatée, (Jean de La Fontaine)[2] (incomplet)
- Les Plaisirs de Versailles, H.480
- Actéon, Pastorale en musique, H.481
- Actéon changé en biche, H.481 a
- Sur la naissance de Notre Seigneur Jésus Christ: Pastorale, H.482
- Pastorale sur la naissance de notre Seigneur Jésus Christ, H.483
- Seconde partie du noël français qui commence par "que nos soupirs", H.483 a
- Seconde partie du noël français qui commence par "que nos soupirs, Seigneur", H.483 b
- Il faut rire et chanter : dispute de bergers, H.484
- La Fête de Rueil, H.485
- La Fête de Rueil, H.485 a
- La Couronne de fleurs, pastorale (Molière), H.486
- Les Arts florissants, opéra ou idylle en musique, H.487
- Les Arts florissants, H.487 a
- La Descente d'Orphée aux enfers, opéra de chambre, H.488
- Idyle sur le retour de la santé du Roi, H.489
- Celse martyr, tragédie en musique (François de Paule Bretonneau), (perdu)
- David et Jonathas, tragédie biblique (François de Paule Bretonneau), H.490
- Ouverture de Mr Charpentier, H.490 a

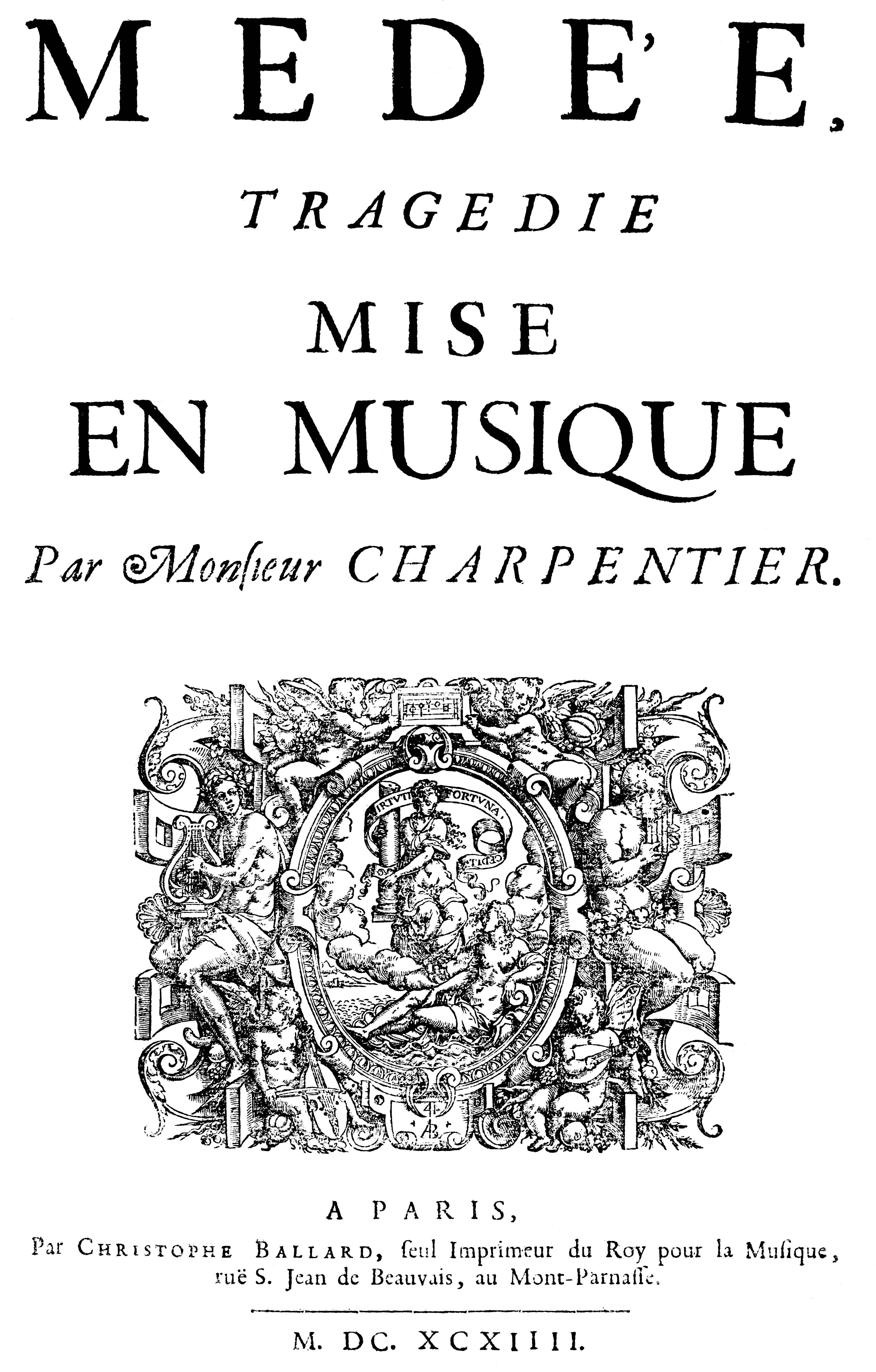
Édition de Médée

- Édition de MédéeMédée, tragédie lyrique (Thomas Corneille), H.491
- Parodie de deux airs de Médée, H.491 a
- Parodie de deux airs de Médée, H.491 b
- Parodie de deux airs de Médée, H.491 c
- 492-493 Pastorelette del Sgr M. Ant. Charpentier
  - Amor vince ogni cosa / Pastoraletta 1a del Sigr Charpentier, H.492
  - Pastoraletta italiana IIa del Sigr Charpentier, H.493
- Philomèle (perdu) (composé en collaboration avec Philippe d'Orléans)
- Jugement de Pan, (= Petite pastorale H.479)
- Le Retour du Printemps, (perdu)
- Artaxerse, (perdu)
- La Dori e Orente, (perdu)

### Intermèdes et musiques de scène
- La Contesse d'Escarbagnas H.494i (Molière)
- Le Mariage forcé, H.494ii (Molière)
- Les Fâcheux, (Molière) (perdu)
- Le Malade imaginaire, première version, H.495 (Molière)
- Le Malade imaginaire, seconde version, H.495 a
- Le Malade imaginaire, troisième version, H.495 b
- Profitez du printemps, H.495 c
- Circé, H.496 (Thomas Corneille & Donneau de Visé)
- Parodie de 2 airs de Circé, H.496 a
- Parodie de 8 airs de Circé, H.496 b
- Parodie de 8 airs de Circé, H.496 c
- L'Inconnu, (Donneau de Visé & Thomas Corneille), (perdu)
- Le Triomphe des dames, (Thomas Corneille & Donneau de Visé), (perdu) (07/08/1676)
- Sérénade pour le sicilien, H.497 (Molière) (1679)
- Ouverture du prologue de Polieucte pour le Collège d'Harcourt, H.498 : musique du ballet intitulé Le Combat de l'amour divin et de l'amour profane, dansé lors d'une représentation de Polyeucte de Pierre Corneille en latin, le 8 août 1680 au collège d'Harcourt[3]
- Ouverture du prologue de L'Inconnu, H.499 (Donneau de Visé & Thomas Corneille) (milieu 1679)[4]
- Le Bavolet, H.499 a
- Les Fous divertissants, H.500 (Raymond Poisson)
- La Pierre philosophale, H.501 (Thomas Corneille & Donneau de Visé)
- Les Amours de Diane et d'Endimion, H.502 (Gabriel Gilbert) (1681)
- Air pour des paysans dans la Noce de village au lieu de l'air du marié, H.503 (Brécourt)
- Andromède, H.504 (Pierre Corneille)
- Psyché, (Pierre Corneille, Molière, Quinault) (perdu)
- Le Rendez vous des Tuileries ou le Coquet trompé, H.505 (Baron) (1685)
- Dialogue d'Angélique et de Médor, H.506 (Dancourt) (1685)
- Les Amours de Vénus et Adonis, H.507 (Donneau de Visé) (1685)
- Le Médecin malgré lui, (Molière) (perdu)
- Apothéose de Laodamus à la mémoire de M. le Maréchal duc de Luxembourg, (P. de Longuemare) (perdu)

## Œuvres instrumentales

### Sacrées
- Symphonies pour un reposoir, H.508
- Symphonie devant Regina coeli, H.509
- Sans titre (préludes ?), H.510, H.512
- Prélude pour O filii et filiae, H.511
- Messe pour plusieurs instruments au lieu des orgues, H.513
- Offerte pour l'orgue et pour les violons, flûtes et hautbois, H.514
- Symphonies pour un reposoir, H.515
- Après Confitebor: antienne en D la re sol bécarre, H.516
- Après Beati omnes: antienne en G re sol bécarre, H.517
- Pour le sacre d'un évêque, H.518
- Symphonies pour le Jugement de Salomon, H.519
- Prélude, menuet et passe-pied pour les flûtes et hautbois devant l'ouverture, H.520
- Prélude pour ce que l'on voudra non encore employé, H.521
- Offerte non encore exécutée, H.522
- Pour un reposoir: Ouverture dès que la procession parait, H.523
- Ouverture pour l'église, H.524
- Antienne, H.525
- Antienne, H.526
- Prélude pour Sub tuum praesidium à trois violons, H.527
- Prélude en G re sol bemol à 4 pour les violons et flûtes, H.528
- Symphonie en G re sol bemol à 3 flûtes ou violons, H.529
- Prélude en C sol ut bécarre à quatre parties de violons avec flûtes, H.530
- Noël pour les instruments, H.531
- Antienne pour les violons, flûtes et hautbois à quatre parties, H.532
- Prélude pour le second Magnificat à 4 voix sans instruments en D la re bécarre, H.533
- Noël sur les instruments, H.534
- Prélude pour le Domine salvum en F ut fa à 4 voix, H.535
- Ouverture pour le sacre d'un évêque, H.536
- Ouverture pour le sacre d'un évêque pour les violons, flûtes et hautbois, H.537
- Prélude pour..., H.538
- Prélude pour le second Dixit Dominus à 4 voix sans instruments en F ut fa, H.539

### Profanes
- Ouverture pour quelque belle entreprise à cinq, H.540
- Deux menuets, H.541
- Caprice pour trois violons, H.542
- Sans titre, H.543, H.544
- Concert pour quatre parties de violes, H.545
- Commencement d'ouverture pour ce que l'on voudra, en la rectifiant un peu, H.546
- Deux airs de trompette, H.547
- Sonate pour 2 flûtes allemandes, 2 dessus de violon, une basse de viole, une basse de violon à 5 cordes, un clavecin et un théorbe, H.548
- Trio de Mr Charpentier, H.548 bis
- Menuet, H.548 ter
- Menuet de Strasbourg, H.549 bis
- Symphonies... de Charpentier... (Collection Philidor vol. XXV), (perdu)

## Écrits théoriques
- Remarques sur les messes à 16 parties d'Italie, H.549
- Règles de composition par Mr Charpentier, H.550
- Abrégé des règles de l'accompagnement de Mr Charpentier, H.551

## Reconstitutions de Vêpres
- Vêpres solennelles, H.540, H.190, H.50, H.149, H.52, H.150, H.51, H.161, H.191, H.65, H.77, reconstitution Jean-Claude Malgoire (1987)
- Vêpres aux jésuites, H.536, H.204, H.361, H.203 - 203 a, H.225, H.32, H.208, H.35, H.160 - 160 a, H. 67, H.78, reconstitution Catherine Cessac (1993)
- Vêpres pour Saint Louis, H.33, H.197, H.375, H.220, H.34, H.221, H.376, H.203, H.35, H.214, H.323, H.76, H.292, reconstitution Catherine Cessac (2003)

## Discographie sélective

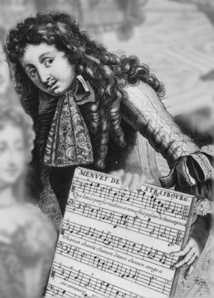
Marc-Antoine Charpentier et le Menuet de Strasbourg H.549 bis

Le premier disque entièrement consacré à Charpentier en France est le Te Deum H.146, avec la Troisième leçon du Vendredi Saint H.110, la Marche de triomphe, air de trompette H.547 et le motet Oculi omnium H.346, enregistrés du 20 au 23 janvier 1953 par André Charlin à la demande de Philippe Loury qui crée à cette occasion le label Erato. Ce premier disque 33 tours, est enregistré à l'église Saint-Roch à Paris avec la Chorale des Jeunesses Musicales de France et l'Orchestre de Chambre des Concerts Pasdeloup dirigés par Louis Martini. Il est ressorti en CD en 2014, toujours chez Erato (label repris par Warner classics).
Dix ans plus tard, Jean-François Paillard signe une nouvelle version comprenant le Magnificat à 8 voix et 8 instruments H.74 qui reçoit le grand prix du disque, où participaient des instrumentistes de pointure internationale : Maurice André, Marie-Claire Alain, le tromboniste Maurice Suzan et le percussionniste Jacques Rémy. Ce disque s'est écoulé à plus de 200 000 exemplaires. Après la découverte du Te Deum (de l'Eurovision), le deuxième choc vient en 1984 avec la parution de l'enregistrement de l'opéra Médée par William Christie et Les Arts florissants chez Harmonia Mundi, première mondiale, dont Paul Meunier dans un article de Télérama résume parfaitement l'importance capitale. Comment un tel « chef-d'œuvre » n'a pu trouver preneur pendant trois siècles ? Cette découverte va susciter l'enthousiasme de la critique nationale et internationale qui lui décernent ses plus hautes récompenses. Le succès est tel que William Christie, 9 ans plus tard, enregistre l'œuvre une seconde fois pour le label Erato.
Ces deux évènements vont éveiller la curiosité à l'égard du compositeur et permettre ainsi la découverte de bien d'autres œuvres. De très nombreux enregistrements vont être réalisés, dont la liste complète régulièrement mise à jour, est disponible sur le site du CMBV 
- Médée H.491 (extraits), Ensemble Vocal & Instrumental, direction Nadia Boulanger, 1953 ; réédition CD Idis Istituto Discografico italiano 2006. CD Emi classics 2006.
- Messe pour les trépassés à 8, H.2, Dies irae, H.12, Élèvation, H.234, Motet pour les trépassés à 8, H.311, Miserere des Jésuites, H.193, Chœur Symphonique et l'Orchestre de la Fondation Gulbenkian de Lisbonne, dir. Michel Corboz - 2 LP Erato 1973. Report 1 CD Erato, (sans H.193).
- Le Jugement dernier H.401, Beatus vir, H.224, Chœur et Orchestre de la fondation Gulbenkian de Lisbonne, dir. Michel Corboz - 1 LP Erato 1978, report CD (avec le Miserere des jésuites H.193).
- 3 Leçons de ténèbres du Mercredy Sainct, H.96, H.97, H.98, 3 Répons du Mercredi Saint, H.111, H.112, H.113, 3 Leçons de ténèbres du Jeudy Sainct H.102, H.103, H.109 - 3 LP Harmonia Mundi 1005/6/7 (08/1977/01/1978).
- 3 Leçons de ténèbres du Vendredy Sainct H.105, H.106, H.110, 6 Répons du Mercredi Sainct, H.114, H.115, H.116, H.117, H.118, H.119, Concerto Vocale, René Jacobs, haute-contre, Judith Nelson, soprano, Anne Verkinderen, soprano, William Christie, clavecin et orgue, Konrad Junghänel, théorbe, Wieland Kuijken, Adelheid Glatt, basse de viole ; 2 LP Harmonia Mundi HM 1008/09 (01/1978/01/1979) 
  - report partiel en 3 CD (sans les Répons H.114, H.115, H.116, H.117, H.118, H.119), 3 Leçons de ténèbres du Mercredi Sainct, H.96, H.97, H.98 et 3 Répons du Mercredi Sainct, H.111, H.112, H.113, (HMC 901005 1978) - 3 Leçons de ténèbres du Jeudy Sainct, H.102, H.103, H.109 (HMC 901006 1978) - 3 Leçons de ténèbres du Vendredy Sainct, H.105, H.106, H.110 (HMC 901007 1979).
- Messe des morts H.7 et Messe des morts à 4 voix et symphonie, H.10, De profundis, H.213, Westvlaams Ensemble, Musica Polyphonica, dir. Louis Devos, LP Erato, 1980
- Motets à voix seule et à 2 voix, (H.21, H.22, H.27, H.127, H.134, H.245, H.273, H.280, H.343, H.349, H.350, H.373, H.423), Concerto vocale, René Jacobs, alto, Judith Nelson, soprano, William Christie, orgue, Konrad Junghänel, théorbe, Jaap ter Linden, violoncelle, Trix Landolf, Kathrin Bopp, violon - 1 CD - Harmonia Mundi (HMC 901149 07/1984)
- David et Jonathas H.490, Maitrise de l'Opéra de Lyon, Enfants de la Cigale de Lyon et du lycée musical, English Bach Festival Orchestra, dir. Michel Corboz, 3 LP Erato ; report 3 CD Erato 1981
- Mors Saülis et Jonathae, H.403, In honorem Sancti Ludovici regis Galliae canticum, H.365, Gents Madrigaalkoor, Cantabile Gent, Musica Polyphonica, dir. Louis Devos LP Erato, 1981
- Actéon H.481, opéra de chasse, Intermède pour Le Mariage forcé H.494, Les Arts florissants, dir. William Christie, CD Harmonia Mundi, 1982
- Antiennes « Ô » de l'Avent H 36 à 43, Noëls sur les instruments H.534, In Nativitatem D.N.J.C. Canticum H.414, Les Arts florissants, William Christie, LP Harmonia Mundi, 1982 ; report CD 1990 - Prix de l'Académie Charles Cros, Choc du Monde de la Musique
- Médée H.491, Les Arts florissants, dir. William Christie, 3 LP ou 3 CD Harmonia Mundi, 1984 ; report 3 CD 2019 - Grand Prix du Disque Académie Charles Cros, La Référence Compcact magazine, Sélection Télérama ffff, Diapason d'or, Le Timbre d'Argent de la revue Opéra, Diamant de Harmonie panorama musique ; à l'international, Gramophone award 1985, International Record Critics Award Montreux 1985, Prix Opus 1985 USA. Choc de Classica 2019.
- Te Deum H.146 , Laudate Dominum H.223, Troisième Magnificat H.79, Musica Polyphonica, Louis Devos, (Premier enregistrement sur instruments anciens). LP Erato 1984 report CD
- Neuf leçons de Ténèbres H.120, H.121, H.122, H.123, H.124, H.125, H.135, H.136, H.137 - Howard Crook, Luc De Meulenaere, hautes-contre ; Jan Caals, Harry Ruyl, ténors ; Michel Verschaeve, basse taille ; Kurt Widmer, basse ; Musica Polyphonica, dir. Louis Devos (1984,2 LP Erato NUM 75215) (OCLC 15656400) ; report CD
- Caecilia virgo et martyr octo vocibus H.397, De profundis, H.189, Gents Madrigaalkoor, Cantabile Gent, Musica Polyphonica, dir. Louis Devos LP Erato 1985 report CD
- Motet pour l’Offertoire de la Messe Rouge H.434, Miserere H.219, Pour le Saint Sacrement au Reposoir H.346, Pour la seconde fois que le Saint Sacrement vient au mesme reposoir H.372, Chœur et orchestre de La Chapelle Royale, dir. Philippe Herreweghe, CD Harmonia Mundi 1985 - 4 clefs de Télérama. Diapason d’or
- Vêpres solennelles, La Grande Écurie et la Chambre du Roy, dir Jean Claude Malgoire, 2 CD CBS 1987
- In obitum augustissimae nec non piissime Gallorum regina lamentum, H.409, Élèvation, H.408, Luctus de morte augustissimae Mariae Theresiae reginae Galliae, H.331, Chœur de Chambre de Namur, Musica Polyphonica, dir. Louis Devos CD Erato 1988
- David et Jonathas H.490, Les Arts florissants, dir. William Christie, 3 CD Harmonia Mundi, 1988 - Diapason d'or
- Canticum ad Beatam Virginem Mariam H.400, H.509, H.313, H.309, H.23, H.23 a, H.395, H.533, H.80, H.15, H.83, Le Concert des Nations, dir. Jordi Saval, CD Astrée Auvidis 1989 - Diapason d'or
- Les Plaisirs de Versailles H.480, Amor vince ogni cosa / Pastoraletta H 492, Airs sur des stances du Cid H 457 - 459, Les Arts florissants, dir. William Christie, CD Erato 1990 - 4 clefs de Télérama, Diapason d’or
- Messe à quatre chœurs H.4, La Grande Écurie et la Chambre du Roy, dir. Jean-Claude Malgoire, CD Erato, 1991
- Médée H.491, Les Arts florissants, dir. William Christie, 3 CD Erato, 1993 - Diapason d'or, Choc du Monde de la musique, 10 de Répertoire
- Leçons de Ténèbres, Office du Vendredi Saint, Il Seminario Musicale, Gérard Lesne, CD Virgin classics 1993 - Diapason d’or
- Leçons de Ténèbres, Office du Mercredi Saint, Il Seminario Musicale, Gérard Lesne, CD Virgin classics 1995 - Diapason d’or
- Leçons de Ténèbres, Office du Jeudi Saint, Il Seminario Musicale, Gérard Lesne, CD Virgin classics 1995 - Diapason d’or
- Messe des morts à 4 voix H.7, Litanies à la Vierge H.89, Confitebor tibi H.220, Nisi Dominus H.160, Élévation à 5 sans dessus de violon Transfige dulcissime Jesu H.251, Laudate pueri Dominum H.203, Le Concert Spirituel, dir. Hervé Niquet, CD Naxos 1994 - Diapason d’or
- Médée H.491, Lorraine Hunt, Médée, Monique Zanetti, Créuse, Mark Padmore, Jason, Bernard Deletré, Créon, Noémie Rime, Nérine, Jean-Marc Salzmann, Oronte, Les Arts Florissants, dir. William Christie - 3 CD Erato 4509-96558-2. (1995) (durée 3 h 15) - **10 de Répertoire, Choc du Monde de la Musique, Diapason d'or, Diamant Opéra magazine
- Vêpres à la Vierge, Le Concert Spirituel, dir. Hervé Niquet, CD Naxos 1995
- La descente d'Orphée aux Enfers H.488, Les Arts florissants, dir. William Christie, CD Erato, 1995
- Jean de La Fontaine, Un portrait musical, Les Amours d'Acis et de Galatée H.499, La Symphonie du Marais, dir. Hugo Reyne, CD Virgin veritas 1996
- Messe pour le Port-Royal H.5, Les demoiselles de Saint-Cyr, dir. Emmanuel Mandrin, orgue Michel Chapuis, CD Astrée, 1997. Choc du Monde de la musique.
- Te deum H.146, Messe de Minuit H.9, Nuit H.416 n° 4, Les Musiciens du Louvre, dir. Marc Minkowski, CD Archiv Produktion, Octobre 1997
- Te Deum H.146, Le Parlement de musique, Maîtrise de Bretagne, dir. Martin Gester, CD Opus 111, 2000 - Diapason d'or
- Leçons de Ténèbres H.135 à 137 et 5 Méditations pour le Carême H.380, H.381, H.386, H.387, H.388, Le Concert Spirituel, dir. Hervé Niquet, CD Glossa, 2002
- Vêpres pour Saint-Louis, Les Pages et les Chantres du Centre de musique baroque de Versailles, dir. Olivier Schneebeli, CD Alpha, 2003
- Méditations pour le Carême H.380 à 389, Ensemble Pierre Robert, dir. Frédéric Desenclos, CD Alpha, 2005
- Messe pour le Port-Royal H.5, Ensemble Arianna, dir. Marie-Paule Nounou, CD Arion, 2005
- Grands motets à double chœur, Les Pages et les Chantres du Centre de Musique Baroque de Versailles, dir. Olivier Schneebeli, CD K 617, 2005
- Airs sérieux et à boire (18) - Tristes déserts : H.445, H.467, H.466, H.455, H.469, H.463, H.456, H.461, H.474, H.457, H.459, H.458, H.450, H.446, H.470, H.448, H.466, H.471, G. Lesne (hc), Il Seminario Musicale, CD Zig Zag Territoires, 2006
- Le Jugement de Salomon H.422, Motet pour une longue offrande H.434, Les Arts florissants, dir. William Christie, CD Virgin classics 2006
- Motets pour le Grand Dauphin, H.166, H.373, H.328, H.174, H.248, H.326 Ensemble Pierre Robert, dir. Frédéric Desenclos, CD Alpha 2008
- Missa assumpta est Maria H.11, Le Concert Spirituel, dir. Hervé Niquet, CD Glossa 2009
- Ô Maria !, H.521, H.51, H.178, H.274, H.427, H.170, H.341, H.343, H.348 (+ Sonate n°1 d'Élisabeth Jacquet de la Guerre), Ensemble Correspondances, dir. Sébastien Daucé, CD Zig-Zag Territoires, 2010 - Chox de lA Musique, Diapason d'or, Coup de cœur de l'Académie Charles Cros
- Beata est Maria, motets à trois voix d'hommes, Les Passions, dir. Jean-Marc Andrieu, CD Lygia Digital, 2011
- Motets pour une princesse, H.523, H.329, H.163, H.330, H.186, H.232, H.196, Ensemble Marguerite Louise, dir. Gaétan Jarry, CD L'Encelade, 2015
- Concert pour quatre parties de Violes H.545, Musica Nova, Harmonie des nations, Hesperion XXI, dir. Jordi Savall, CD AliaVox 2018
- Les Arts florissants, H.487, La Couronne de fleurs, H.486 (extraits), Ensemble Marguerite Louise, dir. Gaétan Jarry, CD Château de Versailles Spectacles, 2018
- Histoires Sacrées, Pestis Mediolanensis H.398, Mors Saülis et Jonathae H.403, Caecilia virgo et martyr octo vocibus H.397, Dialogus inter Magdalena et Jesum H.423, Dialogus inter Christum et peccatores H.425 et H.425a, Dialogus inter Christum et homines H.417, Judith sive Bethula Liberata H.391, Elévation H 408, Motet pour les trépassés à 8 H.311, O sacramentum Pietatis H.274, Magdalena Lugens H.343, Sub tuum praesidium H.28, Ensemble Correspondances, dir. Sébastien Daucé, 2 CD (+ 1 DVD, mise en scène Vincent Huguet, réalisation Benjamin Bleton) Harmonia Mundi 2019 - Gramophone classical music award 2018. ffff Télérama. Choc de Classica, Diapason d'or. Diamant d'Opéra Magazine. Limeligt Magazine.

## Videographie
- Actéon H.481, Paul Agnew (Actéon), Sophie Daneman (Diane), Stéphanie d'Oustrac (Junon), Gaëlle Méchaly ( Aréthuze, Daphné), Camilla Johansen (Hyale), Les Arts Florissants, William Christie, mise en espace, Vincent Boussard. Réalisation Thierry-Paul Benizeau. Aller Retour Productions, EDV 1507, 2004.

- Médée H.491, Stéphanie d'Oustrac (Médée), François-Nicolas Geslot (Jason), Gaëlle Méchaly (Créuse), Bertrand Chuberre (Oronte), Le Concert Spirituel, Hervé Niquet, mise en espace, Olivier Simonnet. Réalisation Olivier Simonnet, Armide Classics / Vox Lucida ARM 002, 2004

- Les Plaisirs de Versailles H.480, Idylle sur le retour de la santé du Roi H.489, Sonate à 8 H.548, Les Folies Françoises, Patrick Cohen-Akenine. Réalisation Olivier Simonet, Armide Classics / Vox Lucida ARM 003, 2004.

- Te deum et Psaumes des Ténèbres : Tristis est anima mea H.126, In te Domine speravi H.228, Velum templi scissium H.128, Conserva me Domine H.230, Tenebrae facta sunt H.129, Notus in judaea Deus H.206, Te deum H.146. Le Parlement de Musique, Maitrise de Bretagne,, Martin Gester. Réalisation Olivier Simonet, Armide Classics / Vox Lucida, ARM 004, 2004.

- Le Tombeau de Marc-Antoine Charpentier : In honorem Sancti Ludovici Regis Galliae H.332, Miserere H.173, Élévation Ave verum corpus H.266, Élévation O caelestis Jerusalem H.252, Dialogus inter Magdalenam et Jesum H.423, Élévation O dulce, o ineffabile convivium H.270, Élévation pour la paix O bone Jesu dulcis H.237, Epitaphium Carpentarii H.474, Mors Saülis et Jonathae H.403, extraits. Il Seminario musicale, Gérard Lesne. Réalisation Olivier Simonet, Armide Classics / Vox Lucida, 2004.

- Marc-Antoine Charpentier, Un automne musical à Versailles, film d'Olivier Simonet, Armide Classics / Vox Lucida ARM 006, 2005.

- La Pastorale de Noël H.483, H.483 a, H;483 b, Le Studio Vocal, dir, Martin Gester, mise en scène Benjamin Lazar, réalisation Olivier Simonet, Armide Classics / Vox Lucida ARM 007, 2005

- Festus Latinatas Dies e 50° certamen Vaticanum, Filius prodigus H.399, Extremum Dei Judicium H.401, Mario Bassani (ct), Alberto Allegrezza, Danièle Pellegrini (t), Massimo di Stephano (b), chœur et orchestre Paolo Taglia pietra, 2007. Fondazione "Latinas" "Cita" del Vaticano & Associzione Culturale Music Theatre International-M.T.I. Comitatus Henricus Card Stuart Dux Eboracencis 2007.

- David et Jonathas, H.490, Pascal Charbonneau, David, Ana Quitans, Jonathas, Neal Davies, Saül, Andreas Homoki, mise en scène, Stéphane Metge, réalisateur, Les Arts Florissants, dir William Christie. Festival d'Aix en Provence, Juillet 2012, DVD BeLair classiques.

- M.A. Charpentier à la Chapelle Royale de Versailles, La Capelle Reial de Catalunya, Le Concert des Nations, dir Jordi Savall. 1 DVD et 2 CD Alia Vox AV DVD 9905 2004 et 2014.
- Histoires Sacrées, Pestis Mediolanensis H.398, Mors Saülis et Jonathae H.403, Caecilia virgo et martyr octo vocibus H.397, Dialogus inter Magdalena et Jesum H.423, Dialogus inter Christum et peccatores H.425 et H.425a, Dialogus inter Christum et homines H.417, Judith sive Bethula Liberata H.391, Elévation H 408, Motet pour les trépassés à 8 H.311, O sacramentum Pietatis H.274, Magdalena Lugens H.343, Sub tuum praesidium H.28, Ensemble Correspondances, dir. Sébastien Daucé, 1 DVD, (mise en scène Vincent Huguet, réalisation Benjamin Bleton) + 2 CD Harmonia Mundi 2019 - Gramophone classical music award 2018. ffff Télérama. Choc de Classica, Diapason d'or. Diamant d'Opéra Magazine. ***** Limeligt Magazine.